# Andrew Stone, Baron Stone of Blackheath

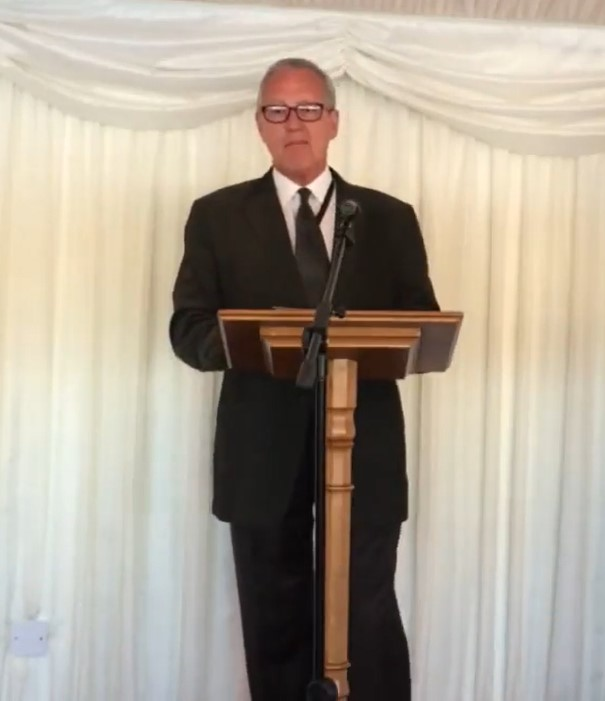
Andrew Stone, Baron Stone of Blackheath, 2015

Andrew Zelig Stone, Baron Stone of Blackheath (* 7. September 1942) ist ein Mitglied der Labour Party und als Life Peer des House of Lords.

## Biographie
Er wurde 1966 als Lehrling bei Marks and Spencer ausgebildet und trat 1999 als Joint Managing Director dieses Unternehmens in den Ruhestand. Er wurde als Baron Stone of Blackheath, of Blackheath in the London Borough of Greenwich, 1997 zum Life Peer erhoben. Er ist zurzeit Direktor von mehreren privaten Organisationen sowie einer Einzelhandelsfirma und ist bei mehreren gemeinnützigen Vereinen aktiv. Er ist der Chairman von DIPEx, einer Organisation die Patienten hilft, Informationen über ihren Zustand und ihre Optionen zu erhalten.
Er war Non-executive Chairman of Deal Group Media plc, bis er dort 2007 seinen Rücktritt einreichte. Er ist Advisory Board Member der Next Century Foundation.
Er hat sich sehr für die Einführung eines Rauchverbots eingesetzt und für Rechte für Schwule. Er ist ein Mitglied der Labour Partei und rebelliert normalerweise nicht gegen seine Partei. Aber er hat im House of Lords wiederholt gegen die Partei abgestimmt, sowohl bei der Reform des Oberhauses als auch bei den Abstimmungen zur Prevention of Terrorism Bill und der Hunting Bill.
Er ist der Gastgeber und Moderator der jährlichen Preisverleihung des International Media Council (inzwischen ein Teil der International Council for Press and Broadcasting) in London. Zu seinen politischen Interessen gehören: Konfliktlösung, Kunst und Wissenschaft, Gesundheit sowie Ökologie.

## Positionen
Er ist zurzeit Direktor der N. Brown Group plc. Er ist Chairman der Sindicatum Climate Change Foundation und Chairman der The DIPEx Charity, einer gemeinnützigen Gesundheitsorganisation.
Er ist ein Governor des Weizmann Institute of Science und Honorable Vice President der Reform Synagogues of Great Britain.
Er ist ein Patron des Institute for Jewish Policy Research, der Gauchers Association, des New Israel Fund, der Organisation Jewish Chernobyl Children, der Wohlfahrtsorganisation Orphaids, The Forgiveness Project und von LEAD Nepal – Development for the future of Nepalese Youth.
Er ist ein Trustee der Prism and the Olive Tree Foundation.
Er ist ein Mitglied des Israel Britain Business Council, der Anglo Ecuadorian Society und von The Labour Friends of Israel.